# William Palmer, 2. Earl of Selborne

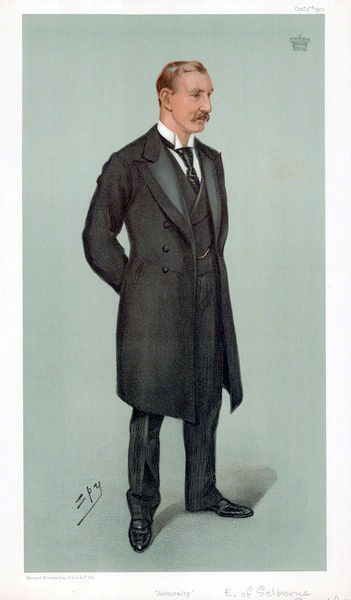
William Palmer, 2. Earl of Selborne, 1901

William Waldegrave Palmer, 2. Earl of Selborne KG GCMG PC JP (* 17. Oktober 1859 in London; † 26. Februar 1942 ebenda) war ein britischer Politiker.

## Leben
Palmer wurde 1859 als fünftes Kind und einziger Sohn des späteren Lordkanzlers Roundell Palmer, 1. Earl of Selborne und dessen Ehefrau Laura Waldegrave, Tochter des Vizeadmirals William Waldegrave, 8. Earl Waldegrave, geboren.  Als Heir apparent seines Vaters führte er ab 1882 den Höflichkeitstitel Viscount Wolmer. Er besuchte das Winchester College sowie das University College in Oxford. Am 27. Oktober 1883 heiratete er Lady Beatrix Maud Gascoyne-Cecil († 1950), Tochter von Robert Gascoyne-Cecil, 3. Marquess of Salisbury. Mit dem Tod seines Vaters 1895 erbte Palmer dessen Titel Earl of Selborne, Viscount Wolmer und Baron Selborne.
Palmer wurde 1905 zum Knight Grand Cross des Order of St. Michael and St. George geschlagen und wurde 1909 als Knight Companion in den Hosenbandorden aufgenommen.
Nach ihm ist Kap Selborne in der Antarktis benannt.

## Politischer Werdegang
Zwischen 1882 und 1884 war Palmer als Privatsekretär von Hugh Childers im War Office beziehungsweise dem Schatzkanzleramt eingesetzt. Bei den Unterhauswahlen 1885 trat Palmer erstmals zu Wahlen auf nationaler Ebene an. Er bewarb sich für die Liberal Party um das Mandat des Wahlkreises Petersfield (auch „Hampshire East“ genannt) und setzte sich knapp gegen seinen Kontrahenten durch. Wie auch sein Vater schloss sich Palmer vor den Unterhauswahlen 1886 den Liberalen Unionisten an. Er hielt das Mandat seines Wahlkreises. Bei den folgenden Wahlen 1892 kandidierte Palmer im Wahlkreis Edinburgh West, welchen sein Parteikollege Thomas Raleigh bei den vorangegangenen Wahlen nur knapp verloren hatte. Sein einziger Kontrahent war der Liberale Thomas Ryburn Buchanan, welcher das Mandat seit 1885 hielt. Palmer erhielt mit 53,7 % die Stimmmehrheit und gewann das Mandat für die Liberalen Unionisten. Nach dem Ableben seines Vaters rückte Palmer 1895 in der Erbfolge als Peer nach und trat zu keiner weiteren Wahl zum Unterhaus mehr an. Nachfolger im Wahlkreis Edinburgh West wurde sein Parteikollege Lewis McIver.
Sein Schwiegervater, der Premierminister Robert Cecil, ernannte Palmer 1895 zum Staatssekretär für die Kolonien unter Minister Joseph Chamberlain. Seine Amtszeit dauerte bis zum Ende der Wahlperiode an und war von kolonialpolitischen Unruhen geprägt, die schließlich im Zweiten Burenkrieg mündeten. Im Jahre 1900 wurde Palmer im Privy Council eingeschworen und zum First Lord of the Admiralty bestellt. Zwischen 1905 und 1910 bekleidete er die Position des Hochkommissars in Südafrika. 1915 kehrte Palmer in die Regierung zurück. Er wurde zum Presidents of the Board of Agriculture and Fisheries ernannt, eine Position, welche dem Landwirtschaftsminister entspricht.